# Ernest Xancó i Creixell
Ernest Xancó i Creixell (Barcelona, 1917 - Sant Cugat del Vallès, 7 de setembre de 1993) fou un violoncel·lista, compositor i director d'orquestra català.
Format al Conservatori del Liceu, als 12 anys ingressà a l'Institut Casals, on fou alumne del mateix Pau Casals i de Francesca Vidal. El 1932 estudià composició a París amb Nadia Boulanger. El 1935 obtingué el Premi Parramon, a Barcelona. Començà la seva carrera de concertista com a nen prodigi, sovint acompanyat al piano per Giocasta Corma, que seria la seva primera esposa.
El 1939, per culpa de l'amenaça del nazisme, marxà a Xile, convidat pel govern d'aquest país per estrenar el Concert per a violoncel i orquestra del compositor xilè Adolfo Allende. A partir del 1942 fixà la seva residència a l'Argentina, a Buenos Aires, on treballà amb Erich Kleiber, el qual el reclamà com a col·laborador seu per a organitzar l'Orquesta Filarmónica de La Habana. El 1946 es traslladà al Brasil, a Rio de Janeiro, per a col·laborar en el programa Música Viva de la radio O Globo amb Cláudio Santoro, Koll Reuter i Gaspar Cassadó. Fins al 1948 participà també en les activitats de la Universitat de Rio. El 1948 retornà a Cuba, on fou professor de violoncel a l'Havana. Amb Gaspar Cassadó fundà a Cuba la Sociedad de Música Contemporánea i continuà la seva activitat concertística formant part del Cuarteto Nacional. El 1954 fou cridat pel govern de l'Equador per a organitzar l'Orquestra Nacional d'aquell país, tasca que realitzà influït pels ensenyaments de Sergiu Celibidache. El 1958 Joan Antoni Pàmias el sol·licità a Barcelona per aixecar el nivell de l'Orquestra del Liceu, bastant malmès en aquelles dates, i que comença a dirigir la temporada 1959-1960. El 1960 torna a Cuba, a precs de Josep Ardévol, comissari de la música del nou govern de Fidel Castro. El 1967 de nou a Barcelona, dirigí l'orquestra del Gran Teatre del Liceu i formà part d'importants grups de música de cambra. Fou nomenat catedràtic de violoncel del Conservatori del Liceu, on portà l'herència de Casals. El 1972 estrenà al Palau de la Música Catalana la Rapsòdia Catalana per a violoncel i orquestra de Manuel Blancafort.
És autor d'un quartet de corda i de diverses cançons. Impulsà durant força temps el festival de música d'El Papiol, i entre els seus enregistraments hi ha l'òpera Canigó d'Antoni Massana, que dirigí diverses vegades al Liceu.